# Matthäus Karrer
Matthäus Karrer (ur. 2 sierpnia 1968 w Ravensburgu) – niemiecki duchowny katolicki, biskup pomocniczy Rottenburga-Stuttgartu od 2017.

## Życiorys
Święcenia kapłańskie przyjął 15 lipca 1995 i został inkardynowany do diecezji Rottenburga-Stuttgartu. Po kilkuletnim stażu wikariuszowskim został diecezjalnym duszpasterzem młodzieży, a następnie pełnił funkcje m.in. dziekana dekanatu Allgäu-Oberschwaben oraz dyrektora kurialnego wydziału duszpasterskiego.
2 marca 2017 papież Franciszek mianował go biskupem pomocniczym diecezji Rottenburg-Stuttgart ze stolicą tytularną Tunnuna. Sakry udzielił mu 28 maja 2017 biskup Gebhard Fürst.